# The Green Eye of the Yellow God
The Green Eye of the Yellow God è un cortometraggio muto del 1913 diretto da Richard Ridgely.

## Produzione
Il film fu prodotto dalla Edison Company.

## Distribuzione
Distribuito dalla General Film Company, il film - un cortometraggio in una bobina - uscì nelle sale cinematografiche statunitensi il 13 settembre 1913.